# Hallington (Lincolnshire)
Hallington is een civil parish in het bestuurlijke gebied East Lindsey, in het Engelse graafschap Lincolnshire. Het ligt in de Lincolnshire Wolds, een natuurgebied dat als "Area of Outstanding Natural Beauty" is aangemerkt. In 2001 telde het dorp 48 inwoners. Hallington komt in het Domesday Book (1086) voor als Halintun, met 25 huishoudens en iets meer dan 4 hectare boerenland.